# Ommatius lineatus
Ommatius lineatus là một loài ruồi trong họ Asilidae. Ommatius lineatus được Martin miêu tả năm 1964. Loài này phân bố ở vùng nhiệt đới châu Phi.